# 契哈喬夫角
契哈乔夫角（俄语：Мыс Чихачёва）或荒鲤岬（日语：／）是萨哈林岛中南部西海岸的海角，位于霍尔姆斯克区，附近有雅布洛诺维角和斯列皮科夫斯基角，背靠斯潘貝格山，西面鞑靼海峡。俄名以远东探险家尼古拉·马特维耶维奇·契哈乔夫命名。阿尔堪扎斯河由此注入海洋。